# Czajewszczyzna
Czajewszczyzna – wieś w Polsce położona w województwie podlaskim, w powiecie suwalskim, w gminie Jeleniewo.
Wieś Czajewszczyzna istniała w 1791 roku. 
W latach 1975–1998 miejscowość administracyjnie należała do województwa suwalskiego.
Na północ od wsi znajduje się Jezioro Kopane, na południowym zachodzie jeziora Jegłówek, Szurpiły.
Przez miejscowość przebiega droga wojewódzka nr 655.